# Оператор еволюції
Оператор еволюції - унітарний оператор, який визначає зміну вектора стану квантової системи з часом. 
Позначається здебільшого {\displaystyle {\hat {S}}}. 
Якщо в певний початковий момент часу {\displaystyle t_{0}} хвильова функція квантової системи дорівнює {\displaystyle \psi (x,t_{0})}, а в момент часу t вона дорівнює {\displaystyle \psi (x,t)}, то оператор еволюції задає зв'язок між цими функціями 
{\displaystyle \psi (x,t)={\hat {S}}(t,t_{0})\psi (x,t_{0})}.

Для квантової системи, що задається незалежним від часу гамільтоніаном {\displaystyle {\hat {H}}}, 
{\displaystyle {\hat {S}}(t,t_{0})=e^{-i{\hat {H}}(t-t_{0})/\hbar }},
де {\displaystyle \hbar } - зведена стала Планка.

## Рівняння
Оператор еволюції задовільняє рівнянню, аналогічному рівнянню Шредінгера. 
{\displaystyle i\hbar {\frac {\partial {\hat {S}}(t,t_{0})}{\partial t}}={\hat {H}}{\hat {S}}}.